# Chartreuse de Porta Cœli
 (avril 2025).
Si vous disposez d'ouvrages ou d'articles de référence ou si vous connaissez des sites web de qualité traitant du thème abordé ici, merci de compléter l'article en donnant les références utiles à sa vérifiabilité et en les liant à la section « Notes et références ».
La chartreuse de Porta Cœli, Porte du ciel en latin, est un monastère de Chartreux dans la vallée de Lullén, dans la municipalité de Serra dans la comarque du  Camp de Túria de la province de Valence en Espagne. C'est la première chartreuse construite dans le royaume de Valence et la troisième dans la couronne d'Aragon. Porta Coeli est l'une des trois chartreuses actives en Espagne avec Miraflores et la chartreuse de Montalegre.

## Histoire

### Moyen Âge
Cette chartreuse est fondée en 1272 par Andrés de Albalat (es), archevêque de Valence, dans la vallée de Lullén, où se trouvaient trois villages maures, qui deviennent la propriété du monastère des chartreux. La première pierre est posée en 1274 par Andrès Albalat et Jacques Ier d'Aragon. Les débuts sont modestes, c'est juste un ermitage et une cour fermée avec des cellules pour abriter les premiers religieux venant de Scala Dei. Les religieux utilisent les bâtiments maures comme première maison, la tour Saint Jean reste cachée, et construisent un petit cloître, des cellules, une petite église dédiée à saint Jean-Baptiste et d'autres dépendances, four, grange, entrepôt et atelier. Ces premières constructions sont pauvres et petites, car le monastère a encore peu de ressources, et seront plus tard utilisé comme domaine des convers ou correrie. Andrés de Albalat donne la paroisse de Llíria au monastère qui y perçoit la grosse dîme. Pendant cinquante ans jusqu'en 1325 environ Porta Coeli vit des moments difficiles. Les chartreux sont en procès contre Sancha Fernández Díaz (es), épouse de Jaime Pérez d'Aragón, fils illégitime de Pierre III d'Aragon et considérée comme l'héritière légitime des terres où se trouve Porta Coeli. Le conflit est résolu grâce à Raimundo Ponte (es) : Sancha sera considéré comme la fondatrice du monastère et après sa mort sera enterrée dans l'église principale.
Les conditions économiques de Porta Coeli s'améliorent grâce à Margherita de Lauria, fille de l'amiral Roger de Lauria, qui en 1325, fait d'importantes donations, ce qui permet d'entamer une deuxième période de construction. En 1385, commence la construction en style gothique valencien de l'église principale et du reste des dépendances. L'église est consacrée en 1400 sous la protection de Martin Ier d'Aragon.
À partir de la seconde moitié du XIVe siècle, la situation empire, avec le début de la « grande dépression », les guerres et la peste, la guerre de l'Union puis la guerre des Deux Pierre, qui touchent le monastère. Porta Cœli est souvent pillé car il est situé dans la zone de transit utilisée par les troupes castillanes pour se rendre d'Aragon à la ville de Valence. En 1364, le monastère est saccagé et ne survit qu'avec l'aide des chartreux catalans. A cela il faut ajouter la peste qui infeste le monastère, laissant peu de prêtres en vie.

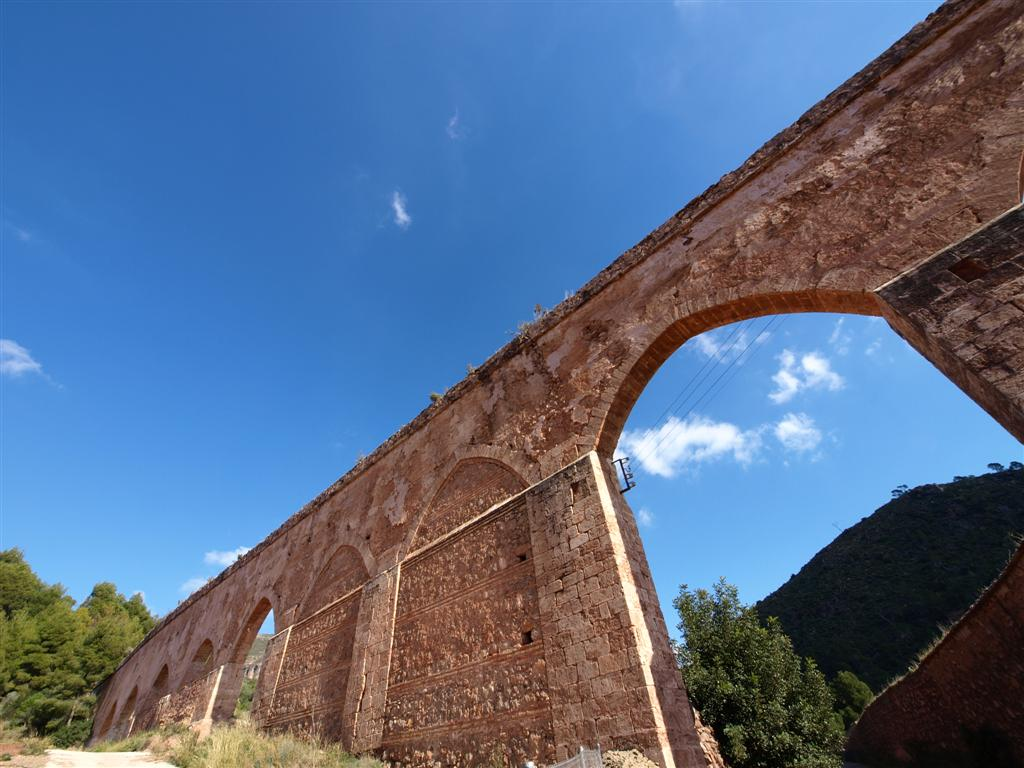
Aqueduc de Porta Cœli

Les bienfaiteurs se présentent nombreux au siècle suivant, notamment François de Aranda, qui entre à la chartreuse en 1398 et fait des donations pour faire construire, entre 1412 et 1419, le grand cloître, sept cellules et l’aqueduc monumental qui achemine l'eau de la Fuente de la Mina, ou Fuente de la Hoya, une source canalisée pour approvisionner le monastère en eau potable.
La maison est de l'obédience de Benoît XIII, pape d'Avignon, jusqu’à sa mort en 1423.
Inés Pedrós Alpicat, mieux connue sous le nom d'Agnès de Moncada, convertie à 20 ans par la prédication de saint Vincent Ferrier, revêtant l’habit d’homme, elle s’engage parmi les domestiques de la chartreuse. Elle est expulsée du couvent lorsqu'on découvre qu'elle est une femme. Elle reste, pour vivre comme un anachorète, à proximité de la chartreuse, dans une grotte située dans la montagne de la Pedrera ou Rodeno de Sainte Agnès, menant jusqu'en 1428, une vie de prière et de solitude
Avec la prospérité matérielle vient la prospérité spirituelle, la communauté augmente à 22 profès, 10 frères convers et 3 frères donnés.
En 1442, les chartreux acceptent le don de quelques terres près de Valence, au moulin de Micer Bas, pour y fonder une chartreuse sous le titre de l’Annonciade (Annunciata de Porta Coeli). La fondation est abandonnée au bout de trois ans.

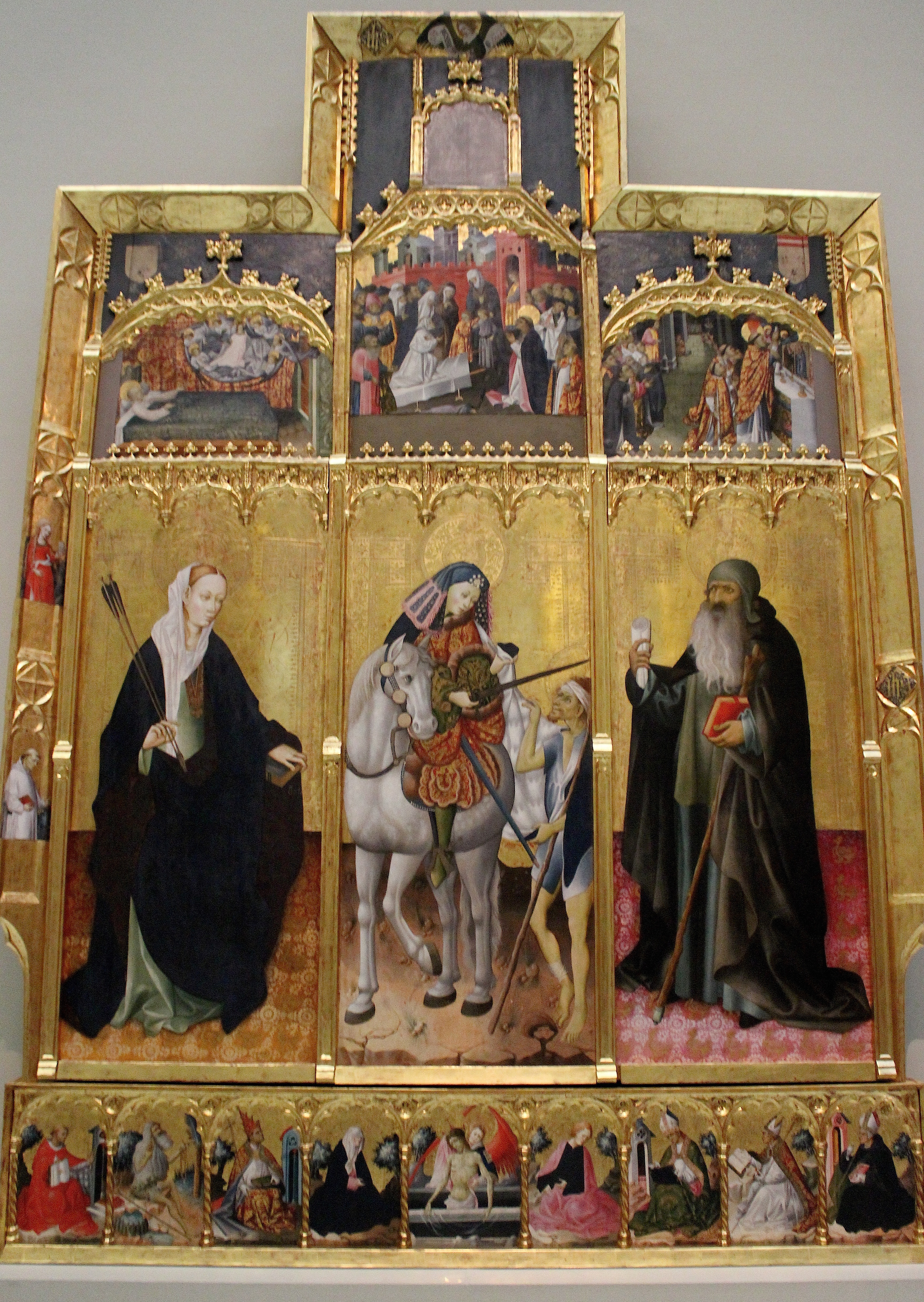
Retable de Saint-Martin, de Gonçal Peris Sarrià

Dans le dernier quart du XVe siècle, grâce à une donation de Beatriu Cornell i Pròxita, le cloître est reconstruit en 1478. L'église est également rénovée en prolongeant la nef et recouverte d'une voûte nervurée. Une oeuvre du milieu du siècle, le retable de Saint-Martin, de Gonçal Peris Sarrià, est conservé au musée des Beaux-Arts de Valence.

### Époque moderne
Pendant le règne des monarques catholiques, la politique royaliste tente de séparer les chartreux espagnols de l'obéissance du général de l'ordre. La ségrégation n'est pas réalisée, mais le nouveau langage artistique de la renaissance entre fortement dans la chartreuse avec la chapelle de la Toussaint, lieu de sépulture de la famille Artés. Bien que la famille la soutienne financièrement, la paternité revient au prieur Albert Claramunt et les frais de construction sont à la charge des chartreux.
Tout au long du XVIe siècle, le problème le plus préoccupant pour les moines est celui des Maures dont Charles Quint et Philippe II ont forcé  la conversion au christianisme. En raison de révoltes possibles et des montagnes entourant le monastère qui sont propices à la dissimulation et à l'organisation de soulèvements, des murs défensifs sont construits et la paix monastique est protégée par une bande de mercenaires armés. Philippe II réussit en 1577 la constitution de la première confédération indépendante des chartreux espagnols, mais elle ne dure que quelques mois.
Dans la seconde moitié du XVIe siècle, le cloître du cimetière de style Renaissance est construit, par l'architecte Guillem del Rey. Ce cloître sert de passage vers la plupart des cellules et quelques dépendances communautaires. Au cours de ce siècle, Porta Cœli vit un moment de splendeur en termes de culture ecclésiastique mais la plupart des œuvres des moines ont disparu et d'autres ont été cachés dans les murs des cellules.
Au XVIe siècle, les fondations cartusiennes diminuent considérablement en raison des guerres de religion entre protestants et catholiques. Mais dans la péninsule, l'activité est maintenue en restant en marge du conflit religieux.
Dans ces années, la crise des vicaires de Llíria, Benaguasil et La Pobla de Vallbona, provoque des maux de tête aux moines. Les vicaires nommés exercent le soin des âmes des paroissiens en toute indépendance par rapport au prieur de Porta Cœli, alors qu'il conserve le titre de recteur.
La seconde moitié du XVIIe siècle signifie pour Porta Cœli une période instable qui, comme le reste des chartreuses hispaniques, entre en conflit avec le gouvernement central de l'Ordre. À cela, il faut ajouter le banditisme et le crime, qui infectent même certains des membres de la communauté les plus en contact avec le monde extérieur.

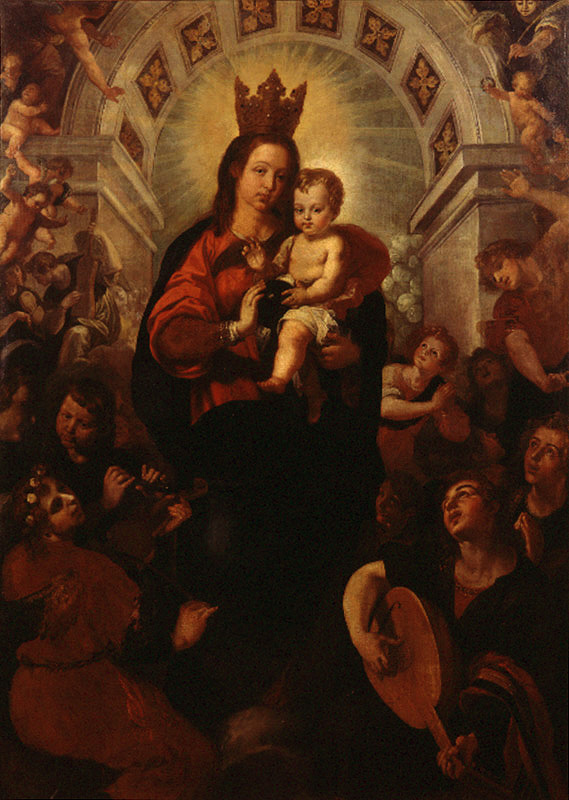
Vierge de Porta Cœli de Ribalta

Cependant, au cours du même siècle, d'importants travaux sont effectués. Le cloître des Naranjos ou du noviciat est reconstruit, deuxième cloître, lui donnant un aspect ressemblant à  l'Escurial. Dans l'église principale, il y a un nouveau retable baroque, avec des peintures de Francisco Ribalta, une grande partie de ce retable est conservée au musée des Beaux-Arts de Valence. La plupart des salles du monastère sont rénovées, à l'exception du petit cloître gothique et de la chapelle renaissance de la Toussaint. Le monastère est rempli de peintures, peintes par : Frères chartreux Lluís Pasqual Gaudí et Genís Díaz; Ribalta, Joan Sarinyena, Pedro Orrente, Jerónimo Jacinto Espinosa, Alonso Cano et Crisòstom Martínez. Une grande partie de tout ce riche patrimoine artistique a été perdue, mais beaucoup peuvent être vus au musée des Beaux-Arts de Valence, à la mairie de la même ville ou au musée du Prado.
Toute cette activité est possible grâce à la solidité économique du monastère, qui est encore essentiellement agricole. Cela va changer tout au long du siècle, quand la communauté investi dans l'achat de maisons et de terrains, qui procurent de grands bénéfices, contrairement aux avantages fixes d'emphytéose. Porta Cœli, en outre, devient un prêteur de la noblesse et des municipalités, ce qui signifie de nombreux avantages et peu de débiteurs.
Au XVIIIe siècle, deux événements vont influencer la vie de la chartreuse, la séparation des chartreux espagnols de l'obéissance à la Grande Chartreuse et la guerre de succession d'Espagne. Pendant la guerre, certains couvents soutiennent l'archiduc Charles, le monastère est pillé à plus d'une occasion, trois serviteurs meurent et le prieur et d'autres chartreux sont exilés et accueillis dans les chartreuses catalanes.
Après cette turbulence suit une crise des idéaux monastiques, le jeûne, les abstinences ou les attentions au cœur sont de moins en moins observés. On abuse de congés de maladie pour vivre à l'extérieur du monastère et mener une vie qui n'a rien à voir avec la règle des chartreux. Dans ce contexte se pose la difficile question du "recours des laïcs", qui vise à les disqualifier pour représenter leurs monastères dans l'administration des possessions et des biens. Elle intensifie également l'achat de maisons et de terrains qui, grâce au système de baux, procurent plus d'avantages que les loyers fixes.
L’église est richement décorée au XVIIIe siècle. Entre 1770 et 1780, il y a un remodelage de l'église conventuelle et de la sacristie, en conservant l'aspect actuel. la façade est désormais latérale, la finition intérieure de l'église est ouverte avec des marbres de différentes couleurs. Les peintures qui couvriront désormais les murs, la voûte de l'église et le transept sont l'œuvre de Lluís Antoni Planes et José Camarón Boronat, deux peintres académiques.
En 1784, les chartreux espagnols se séparèrent de l'obéissance à la maison mère et la congrégation nationale est formée. Peu de temps après, lorsque la Révolution française supprime les ordres monastiques, l'indépendance est totale.

### Époque contemporaine

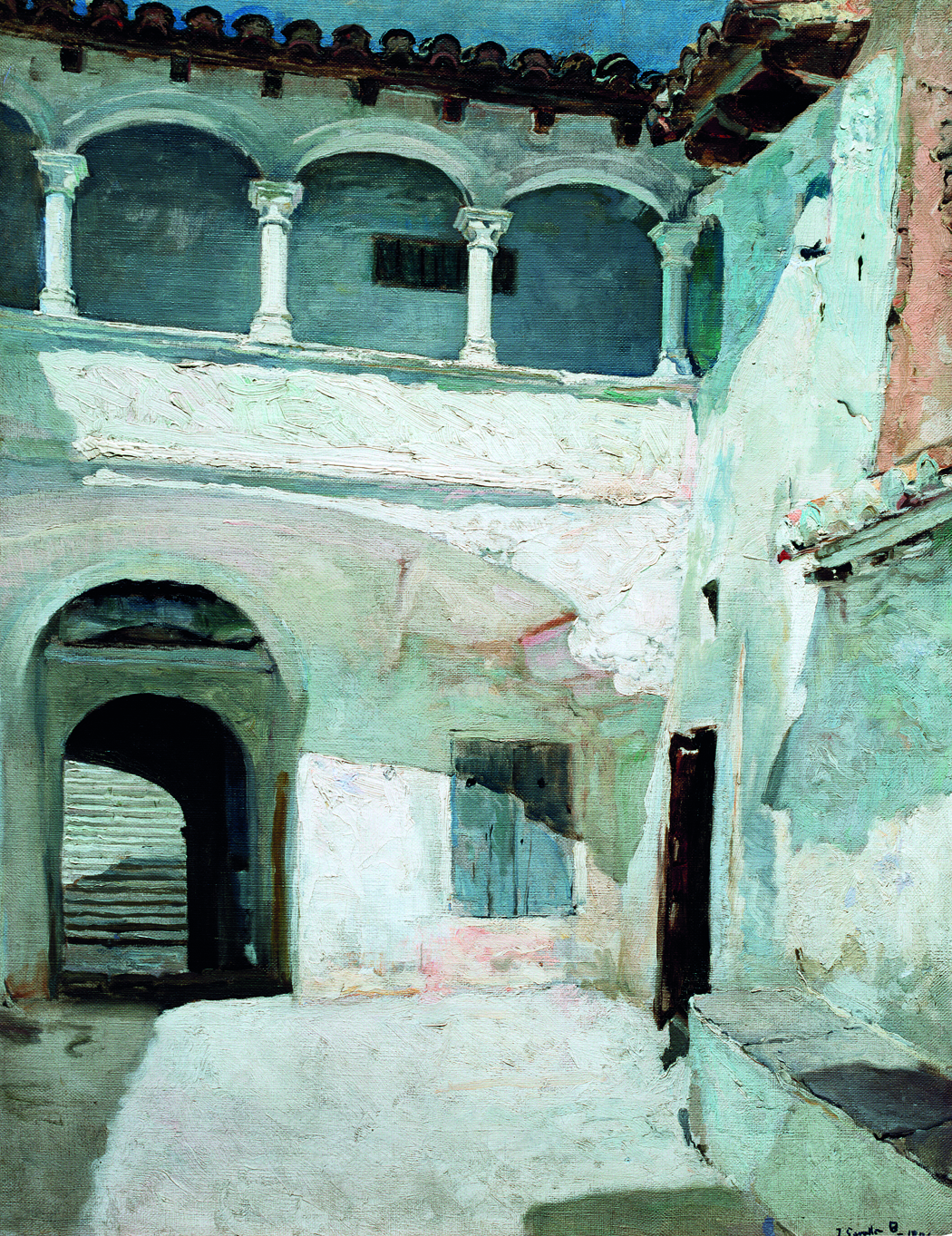
Patio de Saint Jean de la Chartreuse de Porta Cœli
Joaquín Sorolla, 1896
Musée Sorolla, Madrid

En 1803, le pont monumental qui sert d'entrée principale au monastère, est construit, enjambant un ravin d'une grand profondeur.
La chartreuse est supprimée en 1808 par le régime napoléonien, et restaurée en 1814. Elle est pillée, puis supprimée en 1835 à cause du désamortissement de Mendizábal qui organise la confiscation des propriétés des congrégations. La chartreuse est vendue aux enchères comme ses domaines, passant à Vicente Bertrán de Lis, marchand, homme politique libéral et banquier de la Maison Royale. Des problèmes avec le Trésor de l'un de ses descendants conduise l'État à s'emparer de l'ancien monastère, et la propriété passe entre les mains de Lino Alberto Reig Fourquet (ca)  en 1872.
En 1898, la chartreuse devient un hôpital pour les patients tuberculeux.
En 1939, après la guerre civile espagnole, on établit un camp de prisonniers républicains, sur un ancien terrain ayant appartenu à la chartreuse, camp qui peut accueillir 4 400 détenus, certains historiens disent jusqu'à 10 000. Le traitement reçu par les "prisonniers de guerre" y était inhumain. On estime que 2 238 personnes y sont morts en 1939. En fait, de nombreux tués dans le camp de Portaceli sont morts à cause de la tuberculose, selon le registre civil de Serra. L'ancien centre pénitentiaire est aujourd'hui occupé par l'hôpital Docteur Moliner.
Le monastère appartenant au conseil provincial de Valence depuis 1931 est cédé à l'ordre des Chartreux, qui doit le restaurer et le conserver pendant 20 ans. Porta Cœli est à nouveau habitée par des moines en 1943, en raison du nouveau régime politique établi par Franco et en 1944, les chartreux de Miraflores s'y installent. En 2011, les chartreux d'Aula Dei déplacent leur communauté à Porta Coeli.

## Personnalités liées à Porta Cœli

### Prieurs
- 1400-1402 : Boniface Ferrier (1350-1417), né à Valence, frère de Saint Vincent Ferrier, docteur in utroque jure et en théologie, père de famille, il est député aux Cortès de Monzon en 1389, et emprisonné. Veuf, il entre le 21 mars 1396 à la chartreuse de Porta Cœli. Prieur en 1400, il est légat pontifical auprès du roi de France, Charles VI, en 1401 et élu prieur de la Grande Chartreuse en 1402. Il démissionne avec le général urbaniste, Etienne Maconi, en faveur de la réunification de l'ordre en 1410[note 2], mais reprend sa charge sur ordre de Benoît XIII, son pouvoir se limite aux maisons d’Espagne[8]. Il est élu compromissaire pour la réunion à Caspe de 1412. Il a traduit la Bible de Valence (es)[note 3],[9].
- 1489-1491 : Luis Mercader Escolano (es) (†1516), né à Sagonte en 1444, docteur in utroque jure, il entre à Val de Cristo en 1468. En 1489, il devient prieur de Porta Cœli et, en 1490, visiteur de Catalogne, élu en 1494 prieur de Val de Cristo. Il est appelé à des négociations avec le Pape, le roi de Hongrie et l’empereur, chargé par Ferdinand V de réformer les religieux. Le roi le soutient contre les censures du chapitre général et le nomme enfin évêque de Tortosa en 1513. Il est grand inquisiteur de Navarre et Aragon.
- 1570-1572; 1586-1587 : Miguel ou Michel de Vera y Santangel (1532-1587), né à Saragosse en 1532, entre à Porta Cœli en 1554. Il est employé aux négociations qui précédent la fondation d’Aula Dei en 1563-1565, puis revient à Porta Cœli, nommé prieur en 1570. Il est dénoncé devant l'Inquisition en 1571 pour avoir enseigné les doctrines luthériennes, y compris la consubstantiation, la justification par la foi et la libération du chrétien des commandements papaux. Le tribunal de Valence le banni pour une période de dix ans, mais avant que la peine ne soit purgée, les moines demandent aux inquisiteurs de lui permettre de retourner au monastère, il passe au priorat d’Ara Christi en 1572, et revient prieur à Porta Cœli en 1586. Il a écrit quelques œuvres en latin et traduit en espagnol la Summa de la perfección Cristiana de Lanspergi, imprimée à Valence en 1600.
- 1574-1575 : André Capella (ca)(1529-†1609), né à Valence en 1529, entre chez les Jésuites, maître des novices et recteur du collège de sa ville natale. Il fait profession à la chartreuse de Scala Dei en 1570. Il est prieur de Porta Cœli en 1574, de Scala Dei en 1575, du Paular en 1576, de Naples en 1579, de Milan en 1581, et à nouveau de Scala Dei en 1584. Chargé par le roi de la réforme des Bénédictins et des chanoines réguliers d’Espagne, il est nommé évêque d’Urgell en 1588. Il favorisera les chartreux de Scala Dei et d'Ara Cristi. Dans ses œuvres, il met l'accent sur les Livres d'oraison.
- 1587-1588 : Esteban ou Étienne de Salazar (1532-1596), né à Grenade, d’abord augustin et missionnaire au Mexique, puis professeur à l’université de Bologne. En 1568, il fait partie de la maison de Juan de Ribera, archevêque de Valence. L’année suivante, il entre à Porta Cœli. Prieur d’Aniago en 1582, de Xéres en 1583, de Porta Cœli en 1587 et de Grenade (1588-1590). Il a écrit le Discours sur la foi, travail didactique sur la doctrine de la foi catholique et Comentarii en mosaïques quinque libros,dédiée à l'archevêque Ribera.
- Joan Bellot (†1605), plusieurs fois prêtre à Portaceli et Val-de-Christo, commissaire à la fondation de la nouvelle chartreuse à Lisbonne, ami de Lluís Bertran et Nicolau Factor. Joan Bellot, à l'âge de près de soixante-dix ans, est envoyé par le chapitre général de 1591 au Portugal comme prieur de la nouvelle chartreuse Notre-Dame de Scala Coeli, d'Évora. L'archevêque de la ville, en raison des magnifiques dot du Père Bellot, lui propose qu'il prenne en charge une nouvelle fondation près de Lisbonne. Il revient à Valence comme prieur de Val-de-Christo.
- 1746-1751 : José Flory Rosell (1691-†1753), né à Ségorbe, étudie à l’université de Valence, prêtre séculier, profès d’Ara Christi en 1728, prieur en 1738, de Porta Cœli en 1746, prieur d’Ara Christi en 1751.
- Jaime Roig y Benet (†1798), né à Valence, profès de de Porta Cœli, procureur et prieur.
- 1949-1955 : Jacques Prats-Escudero (1884-1956), né à Calvarrasa de Abajo (Salamanque), prêtre du diocèse de Salamanque et chanoine pénitencier, il fait profession à la chartreuse de Miraflorès en 1942, recteur de Porta Cœlien 1948 et prieur l’année suivante.
- 1959-1963 : Fernando Arnáiz Barón, Luis Arnáiz Barón (1913-1999), né à Burgos, frère de Saint Rafael Arnáiz, profès de Miraflores, prêtre en 1947, prieur de Porta Cœli en 1959.

### Écrivains
- Pere Torresil est l'écrivain le plus prolifique du monastère, dont l'œuvre est très appréciée de ses contemporains, mais qui, malheureusement, n'a pas été conservée.
- Jean Baptiste Civera (†1516), né à Alcoy, il entre à Porta Cœli le 6 août 1595, vicaire pendant 35 ans. Son œuvre principale, Annales de la cartuja de Porta Coeli, est essentielle pour étudier et découvrir la vie de la chartreuse. L'une des deux parties de ce travail est insérée dans la Bible de Valence de Boniface Ferrier, deux pages qui sont conservées au musée The Hispanic Society of America[9]. D'autres œuvres de lui sont Vidas de varones ilustres de Portaceli conservées dans la cathédrale de Valence ou De rebus Monasterii Porta Coeli, conservées à la Faculté de géographie et d'histoire de Valence.
- Joan de Madariaga a publié à Valence une vie de San Bruno et Del Senado y de su Principe (1617), les deux controverses pour son intérêt politique, jugées inappropriées pour un chartreux.

### Autres
- François de Aranda, François Fernand Pérez de Aranda, (1346-†1438), né à Teruel de famille noble et riche, écuyer de l’infant Martin d’Aragon, gouverneur du prince royal, incarcéré à la mort de celui-ci, délivré en 1395 à l’avènement du roi Martin, il prend l’habit de simple donné à la chartreuse de Porta Cœli, le 31 janvier 1398. Grand bienfaiteur de sa maison, il garde une grande activité politique tant pour la fin du Grand Schisme que pour les difficultés de succession à la couronne d’Aragon[10].

## Retable de la crucifixion et des sacrements

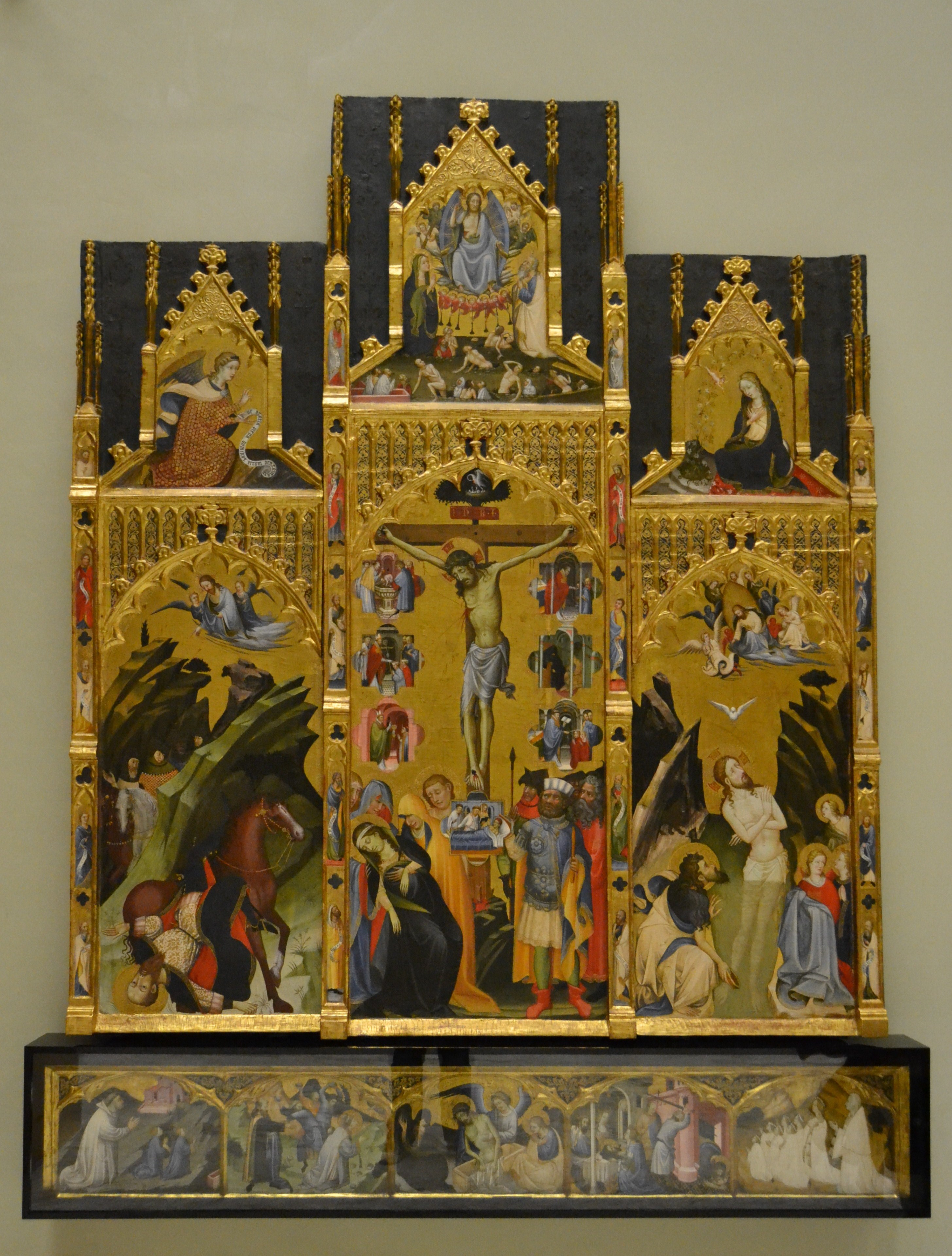
Retable de la crucifixion et des sacrements, ca. 1396 (Musée des Beaux-Arts de Valence)

Ce retable peint par Gherardo Starnina est une vraie biographie de Dom Boniface Ferrier après son entrée à Porta Cœli, en 1396. C'est un ensemble de peintures sur panneau en bois finement sculpté et décoré dans le style gothique dominant à cette époque.
Le panneau central est dédié à la crucifixion et aux sacrements, et les panneaux latéraux à la conversion de Saül et au baptême du Christ. Dans la partie supérieure centrale, un jugement final a été peint, et sur les côtés, une Annonciation divisée en deux. Dans la prédelle, il y a cinq scènes: Christ, l'homme de Douleur au centre; des deux côtés la Lapidation de saint Etienne et le Festin d'Hérode et la Décollation de Jean Baptiste; aux extrêmes, Boniface Ferrer et ses enfants et Jaumeta Despont et ses filles. Vingt personnages sont peints dans les rues, dont dix-huit de corps entier avec des phylactères, sûrement des prophètes, et deux autres, des deux côtés de l'Annonciation.

## Héraldique
| version 1 | Les armes de la chartreuse se blasonnent ainsi : D'azur au demi-vol abaissé d'or, qui est d'Albalat. ou Depuis le XVIe siècle: Écartelé : au I, contre-écartelé, de gueules au château crénelé, donjonné de trois pièces d'or, maçonné et ajouré d'azur , qui est de Castille , et d'argent au lion de gueules, qui est de Léon ; au II, d'or à quatre pals de gueules , qui est d'Aragon ; au III, d'argent à trois bandes d'azur, qui est de Lauria ; au IV, d'argent au lion de gueules, qui est de Aranda ; en pointe, brochant sur les 3e et 4e quartiers une porte d'or, qui est de Porta-Coeli. | version 2 |